# Aritz Egea
Aritz Egea Cáceres, né le 17 avril 1984 à Urretxu, est un coureur de fond espagnol spécialisé en skyrunning. Il est champion d'Europe de skyrunning 2017.

## Biographie
Commençant sa carrière sportive par le cyclisme sur route et le triathlon, Aritz se fixe comme objectif de participer à l'Ironman d'Hawaï. En 2010, il participe à l'Ironman de Regensburg où il se classe 29e, puis réalise son rêve en prenant part à l'Ironman d'Hawaï où il termine 111e. Une fois son objectif atteint, il décide de se trouver un nouveau but sportif. En 2012, il participe pour la première fois à Zegama-Aizkorri. Il découvre la discipline très technique du skyrunning et décide d'y poursuivre sa carrière,. Il se découvre un talent pour ce sport en s'imposant rapidement dans des courses régionales. Le 6 octobre 2012, il remporte le kilomètre vertical d'Anboto en battant les spécialistes régionaux de la discipline. Le 30 octobre, il remporte sa première SkyRace en dominant la course Goierri Garaia.
Il confirme son talent pour la discipline en 2013. Le 5 octobre, il parvient à battre les favoris Oier Ariznabarreta et Ionuț Zincă sur le kilomètre vertical Araia-Aratz pour remporter son premier titre et devenir champion basque de la discipline. Une semaine plus tard, il brille lors de la Limone Extreme, finale de la Skyrunner World Series. Prenant les commandes de la course d'entrée de jeu, il mène la course avec brio avant d'être rattrapé par Kílian Jornet, puis par Ionuț Zincă. Il termine finalement sur la troisième marche du podium.
Il connaît une excellente saison 2017. Le 18 juin, il termine deuxième du Livigno SkyMarathon derrière Tadei Pivk. Une semaine plus tard, il domine l'Olympus Marathon et s'impose avec près de vingt minutes d'avance sur Jessed Hernández, pulvérisant le record du parcours en 4 h 24 min 26 s. Il décroche ensuite une deuxième place au Buff Epic Trail et le 2 septembre, il s'impose devant Pascal Egli lors du Rut 28K, prenant ainsi la tête du classement Sky de la Skyrunner World Series. Lors de la finale à la Limone Extreme, il ne parvient cependant pas à garder le rythme de ses adversaires et termine à une lointaine 15e place, permettant à Marco De Gasperi de s'imposer au classement Sky. Aritz se classe deuxième derrière l'Italien. Le 7 octobre, il tire parti du fait que les championnats d'Europe de skyrunning se déroulent à domicile pour l'épreuve SkyRace, sur le Gorbeia Suzien SkyMarathon. Aritz mène la course de bout en bout pour s'imposer avec une confortable avance de quatre minutes sur Antonio Martínez Pérez et remporter ainsi le titre.
Le 10 juin 2018, il s'impose sur le parcours très technique du Marató de Borriol et remporte le titre de champion d'Espagne de course en montagne FEDME.
Le 23 avril 2022, il s'élance sur le Penyagolosa Trails MIM qui accueille les premiers championnats d'Espagne d'ultra-trail organisés par la Fédération royale espagnole d'athlétisme. Il effectue une solide course en tête au coude-à-coude avec le Français Kevin Vermeulen et s'incline finalement pour 24 secondes. Premier Espagnol à l'arrivée, il remporte le titre.
Le 8 avril 2023, il défend avec succès son titre de champion d'Espagne d'ultra-trail de la RFEA en dominant le Reventón Ultra Trail El Paso de bout en bout.

## Palmarès
| no  | masculin           | Course                                                   | Longueur | Départ            | Temps           |
| --- | ------------------ | -------------------------------------------------------- | -------- | ----------------- | --------------- |
| 3e  | Médaille de bronze | Zumaia Flysch Trail                                      | 31,2 km  | 21 juillet 2013   | 2 h 24 min 19 s |
| 3e  | Médaille de bronze | Limone Extreme                                           | 23 km    | 13 octobre 2013   | 2 h 18 min 53 s |
| 7e  | 7e                 | Championnats du monde de skyrunning - Kilomètre vertical | 3,8 km   | 27 juin 2014      | 36 min 32 s     |
| 7e  | 7e                 | Championnats du monde de skyrunning - SkyMarathon        | 42 km    | 29 juin 2014      | 3 h 30 min 17 s |
| 3e  | Médaille de bronze | Matterhorn Ultraks 46K                                   | 46 km    | 23 août 2014      | 4 h 55 min 17 s |
| 3e  | Médaille de bronze | Gorbeia Suzien                                           | 31 km    | 18 octobre 2014   | 2 h 47 min 59 s |
| 1re | Médaille d'or      | KM Vertical La Bobia                                     | 4 km     | 14 mars 2015      | 30 min 45 s     |
| 4e  | 4e                 | Championnats d'Europe de skyrunning - SkyRace            | 42,2 km  | 17 mai 2015       | 3 h 59 min 27 s |
| 4e  | 4e                 | Ultra SkyMarathon Madeira                                | 55 km    | 13 juin 2015      | 6 h 36 min 51 s |
| 2e  | Médaille d'argent  | Marathon du Mont-Blanc                                   | 42 km    | 28 juin 2015      | 3 h 59 min 33 s |
| 3e  | Médaille de bronze | Matterhorn Ultraks 46K                                   | 46 km    | 22 août 2015      | 4 h 56 min 13 s |
| 1re | Médaille d'or      | Skyrhune                                                 | 21 km    | 26 septembre 2015 | 1 h 55 min 59 s |
| 5e  | 5e                 | Lantau 2 Peaks                                           | 23 km    | 4 octobre 2015    | 2 h 27 min 24 s |
| 5e  | 5e                 | Limone Extreme                                           | 23 km    | 17 octobre 2015   | 2 h 55 min 47 s |
| 3e  | Médaille de bronze | SkyRace Comapedrosa                                      | 21 km    | 31 juillet 2016   | 2 h 44 min 24 s |
| 2e  | Médaille d'argent  | Skyrhune                                                 | 21 km    | 24 septembre 2016 | 2 h 3 min 48 s  |
| 3e  | Médaille de bronze | Gorbeia Suzien                                           | 31 km    | 1er octobre 2016  | 3 h 7 min 6 s   |
| 4e  | 4e                 | Zegama-Aizkorri                                          | 42,2 km  | 28 mai 2017       | 3 h 55 min 41 s |
| 2e  | Médaille d'argent  | Livigno SkyMarathon                                      | 34 km    | 18 juin 2017      | 3 h 54 min 39 s |
| 1re | Médaille d'or      | Olympus Marathon                                         | 44 km    | 24 juin 2017      | 4 h 24 min 26 s |
| 2e  | Médaille d'argent  | Buff Epic Trail 42K                                      | 42 km    | 8 juillet 2017    | 4 h 11 min 52 s |
| 4e  | 4e                 | Matterhorn Ultraks 46K                                   | 46 km    | 28 août 2017      | 4 h 53 min 50 s |
| 1re | Médaille d'or      | The Rut 28K                                              | 28 km    | 2 septembre 2017  | 3 h 15 min 49 s |
| 1re | Médaille d'or      | Championnats d'Europe de skyrunning - SkyRace            | 31 km    | 7 octobre 2017    | 3 h 2 min 55 s  |
| 1re | Médaille d'or      | Championnats d'Espagne de course en montagne FEDME       | 42 km    | 10 juin 2018      | 3 h 59 min 33 s |
| 5e  | 5e                 | Marathon du Mont-Blanc                                   | 42 km    | 1er juillet 2018  | 4 h 2 min 28 s  |
| 1re | Médaille d'or      | Giir di Mont                                             | 32 km    | 29 juillet 2018   | 3 h 22 min 5 s  |
| 2e  | Médaille d'argent  | Marató Pirineu                                           | 45 km    | 29 septembre 2018 | 3 h 59 min 47 s |
| 4e  | 4e                 | Marathon de Pikes Peak                                   | 42,2 km  | 25 août 2019      | 3 h 45 min 56 s |
| 1re | Médaille d'or      | Gorbeia Suzien                                           | 31 km    | 29 septembre 2019 | 3 h 7 min 33 s  |
| 6e  | 6e                 | Annapurna Trail Marathon                                 | 42 km    | 26 octobre 2019   | 5 h 27 min 28 s |
| 2e  | Médaille d'argent  | Transgrancanaria Advanced                                | 61,5 km  | 5 mars 2022       | 5 h 20 min 25 s |
| 2e  | Médaille d'argent  | Penyagolosa Trails MIM                                   | 60 km    | 23 avril 2022     | 5 h 20 min 39 s |
| 3e  | Médaille de bronze | Skyrhune                                                 | 21 km    | 24 septembre 2022 | 1 h 55 min 51 s |
| 5e  | 5e                 | Championnats du monde de trail - Long                    | 78 km    | 5 novembre 2022   | 7 h 48 min 42 s |
| 1re | Médaille d'or      | Championnats d'Espagne d'ultra-trail RFEA                | 67,2 km  | 8 avril 2023      | 6 h 25 min 9 s  |
| 3e  | Médaille de bronze | Val d'Aran by UTMB - PDA                                 | 55 km    | 6 juillet 2023    | 5 h 46 min 54 s |